# Крунославје
Крунославје је насељено место у саставу општине Виљево у Осјечко-барањској жупанији, Република Хрватска.

## Историја
До територијалне реорганизације у Хрватској налазило се у саставу старе општине Доњи Михољац.

## Становништво
На попису становништва 2011. године, Крунославје је имало 89 становника.

## Попис 1991.
На попису становништва 1991. године, насељено место Крунославје је имало 202 становника, следећег националног састава:
| Попис 1991.‍ | Попис 1991.‍ | Попис 1991.‍ | Попис 1991.‍ | Попис 1991.‍ |
| ----------- | ----------- | ----------- | ----------- | ----------- |
|             |             |             |             |             |
| Срби        | Срби        |             | 194         | 96,03%      |
| Хрвати      | Хрвати      |             | 5           | 2,47%       |
| Југословени | Југословени |             | 3           | 1,48%       |
| укупно: 202 |             |             |             |             |